# 卡累利阿应用科学大学
卡累利阿应用科学大学（芬蘭語：Karelia-ammattikorkeakoulu），2013年之前称为北卡累利阿应用科学大学（芬蘭語：Pohjois-Karjalan ammattikorkeakoulu），是芬兰的一所应用科学大学。该大学由芬兰教育文化部监督及认证，校区位于芬兰约恩苏。该校提供18个学位课程项目。学生数量约为3700人，教职工277人。